# Changhe Z-11
Changhe Z-11 – lekki śmigłowiec wielozadaniowy produkowany przez Changhe Aircraft Industries Corporation. Z-11 jest bezlicencyjną kopią francuskiego śmigłowca AS350 Écureuil. 
Z-11 jest pierwszym produkowanym w Chinach lekkim śmigłowcem.